# Klein St. Paul (Gemeinde Klein Sankt Paul)
Klein St. Paul ist eine Ortschaft und Hauptort der Gemeinde Klein St. Paul im Bezirk Sankt Veit an der Glan in Kärnten (Österreich). Die Ortschaft hat 1026 Einwohner (Stand 1. Jänner 2024). Beträchtliche Teile der heutigen Ortschaft wurden bis in die 1970er-Jahre als eigene Ortschaften (Ober St. Paul, Unter St. Paul) gezählt.

## Lage
Die Ortschaft liegt im Görtschitztal auf dem Gebiet der Katastralgemeinde Klein St. Paul, der Katastralgemeinde Unter St. Paul, sowie im Süden der Katastralgemeinde Ober St. Paul.

## Geschichte
Der Ort gehörte in der ersten Hälfte des 19. Jahrhunderts zum Steuerbezirk Eberstein und kam 1850 bei Gründung der Ortsgemeinden an die Gemeinde Klein Sankt Paul. Zeitweise wurde der Lachitzhof (das heutige Talmuseum) als eigener Ortschaftsbestandteil geführt.
Ober St. Paul wurde bei den Volkszählungen bis 1971 als eigene Ortschaft geführt. Danach ging es größtenteils (Westsiedlung, Almblick, Philip-Knoch-Weg, Heideweg) in der Ortschaft Klein St. Paul auf; einige Häuser im Norden des ehemaligen Ober St. Paul werden nun zur Ortschaft Wietersdorf gezählt.
Unter St. Paul samt den Ortschaftsbestandteilen Fladnitzhof und der Siedlung Hornburg wurde bei den Volkszählungen bis 1971 als eigene Ortschaft geführt. Danach ging es in der Ortschaft Klein St. Paul auf.

## Bevölkerungsentwicklung
Für die Ortschaft ermittelte man folgende Einwohnerzahlen:
(Angaben bis 1971 ohne Ober St. Paul und Unter St. Paul)
- 1849: 112 Einwohner[2]
- 1869: 22 Häuser, 173 Einwohner[3]
- 1880: 22 Häuser, 123 Einwohner[4]
- 1890: 21 Häuser, 158 Einwohner[5]
- 1900: 22 Häuser, 219 Einwohner (davon Lachitzer: 1 Haus, 15 Einwohner)[6]
- 1910: 23 Häuser, 297 Einwohner (davon Lachitzer: 2 Häuser, 99 Einwohner)[7]
- 1923: 23 Häuser, 335 Einwohner (davon Lachitzer: 2 Häuser, 137 Einwohner)[8]
- 1934: 419 Einwohner[9]
- 1951: 467 Einwohner[10]
- 1961: 65 Häuser, 624 Einwohner[11]
- 1971: 673 Einwohner[10]
- 2001: 255 Gebäude (davon 221 mit Hauptwohnsitz) mit 525 Wohnungen; 1130 Einwohner und 128 Nebenwohnsitzfälle; 493 Haushalte; 38 Arbeitsstätten, 24 land- und forstwirtschaftliche Betriebe[12]
- 2011: 269 Gebäude, 1011 Einwohner, 468 Haushalte, 44 Arbeitsstätten[13]
- 2021: 311 Gebäude, 990 Einwohner, 464 Haushalte, 55 Arbeitsstätten[14]

## Ortschaftsbestandteil Lachitzer

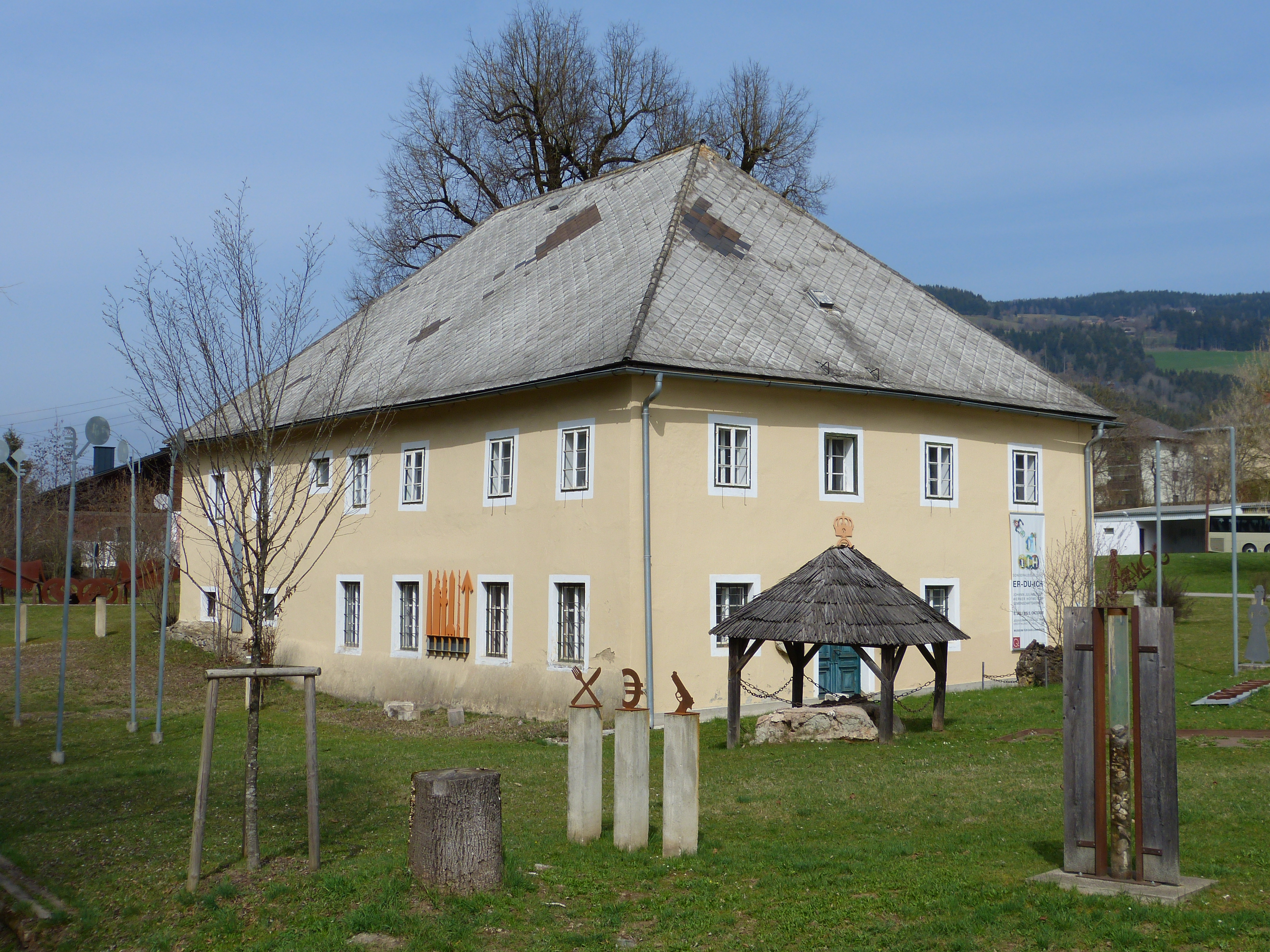
Lachitzhof

Etwa 300 m südwestlich des Ortszentrums von Klein St. Paul liegt an der Görtschitz der ab 1502 urkundlich nachweisbare Lachitzhof. Der Hof war im 16. und 17. Jahrhundert eine Eisenschmelze mit Hammerwerk, von etwa 1700 bis Anfang des 20. Jahrhunderts wurde eine Mühle betrieben. Danach diente das Gebäude jahrzehntelang als Wohnhaus für Arbeiter des Weitersdorfer Zementwerks. Heute wird es als Atelier (Werner Hofmeister) und Museum genutzt.
Im frühen 20. Jahrhundert wurde der Lachitzhof samt Nebengebäuden zeitweise als eigener Ortschaftsbestandteil von Klein St. Paul geführt, für den Gebäude- und Einwohnerzahl bei Volkszählungen separat ausgewiesen wurden:
- 1900: 1 Haus, 15 Einwohner[6]
- 1910: 2 Häuser, 99 Einwohner[7]
- 1923: 2 Häuser, 137 Einwohner[8]